# Albina du Boisrouvray
Albina du Boisrouvray (París, 2 de julio de 1941) es una periodista y productora de cine francesa. Se convirtió en una filántropa mundial y emprendedora social por su trabajo con las víctimas del VIH/sida y las comunidades empobrecidas de todo el mundo. Es la fundadora de FXB International, una organización no gubernamental establecida en memoria de su hijo, François-Xavier Bagnoud. 

## Educación
Es hija del Conde Guy de Jacquelot du Boisrouvray (1903-1980) y Luz Mila Patiño Rodríguez (1909-1958) (su nombre también aparece como Luzmila). Su abuela paterna nació condesa Joséphine Marie Louise de Polignac, hermana del príncipe Pedro de Polignac, duque de Valentinois, padre de Rainiero III de Mónaco. Su abuelo materno fue Simón Iturri Patiño, uno de los hombres más ricos del mundo en el momento de su nacimiento. Su padre formó parte del movimiento Francia Libre y su familia abandonó el país cuando ella era una niña. Du Boisrouvray creció en la ciudad de Nueva York y vivió en el Hotel Plaza. Su familia se trasladó después a Argentina, y du Boisrouvray vivió sola en Suiza, Marruecos, Inglaterra y de vuelta a Francia. Du Boisrouvray asistió a la Universidad de la Sorbona en París, donde estudió psicología y filosofía.

## Trayectoria
Du Boisrouvray comenzó su carrera como periodista. Trabajó como periodista freelance para Le Nouvel Observateur, cubriendo historias internacionales como la muerte de Che Guevara. Más tarde cofundó la revista literaria Libre con Juan Goytisolo.
En 1978, du Boisrouvray se presentó como candidata por el partido Amigos de la Tierra en las elecciones parlamentarias.
Fundó una compañía de producción cinematográfica, Albina Productions, en 1969 y se le atribuye la producción de 22 películas durante un período de 17 años. Estas películas incluyen la primera película de Pascal Thomas, Les Zozos (1972), L'important c'est d'aimer y Une Femme a sa fenêtre, ambas protagonizadas por Romy Schneider, y Fort Saganne (1984), dirigida por Alain Corneau y protagonizada por Gérard Depardieu, Catherine Deneuve y Sophie Marceau. Police Python 357 (1976) fue una de las pocas películas protagonizadas por Yves Montand y Simone Signoret. En 1980 du Boisrouvray pasó a presidir SEGH, el grupo de gestión inmobiliaria y hotelera de su familia.

### FXB Internacional
Tras la muerte de su único hijo vendió las tres cuartas partes de sus activos, incluida una colección de joyas subastada por Sotheby's en Nueva York por 31,2 millones de dólares, una colección de arte de 20 millones de dólares y una parte sustancial de su negocio inmobiliario familiar que recaudó 50 millones de dólares. La subasta de Sotheby's fue la mayor venta de joyas desde la subasta de la duquesa consorte de Windsor Wallis Simpson. La venta incluyó oro precolombino, jade y otras piezas notables acumuladas por la noble familia francesa. Du Boisrouvray asignó parte de las ganancias a la Fundación FXB para crear programas, incluido un programa de cuidados paliativos domiciliarios para enfermos terminales en Suiza y Francia, un centro de control de helicópteros de rescate en los Alpes suizos y una cátedra en la Universidad de Míchigan (alma mater de su hijo). El resto de los fondos se utilizaron para fundar FXB International en memoria de su hijo, François-Xavier Bagnoud, un piloto de búsqueda y rescate que murió mientras servía como piloto de transporte en Malí durante el rally París-Dakar en 1986.
Du Boisrouvray fundó FXB International para luchar contra la pobreza y el sida, y apoyar a los huérfanos y los niños vulnerables que quedaron tras la pandemia de esta enfermedad. FXB International ofrece apoyo integral a las familias y comunidades que cuidan a estos niños y aboga por sus derechos fundamentales. La organización ha ayudado a más de 17 millones de personas. Cuenta con programas en más de 100 países, con una plantilla de más de 450 profesionales. Du Boisrouvray amplió su trabajo de apoyar a los niños afectados por el SIDA para incluir también a todas las familias que necesitan apoyo para salir de la pobreza extrema y volverse autosuficientes a través de la metodología FXBVillage. En 1991, desarrolló esta metodología, un enfoque comunitario y sostenible para superar la crisis de los huérfanos del SIDA y la pobreza extrema. Cada FXBVillage apoya a 80-100 familias, que comprenden aproximadamente 500 personas, en su mayoría niños. Durante un período de tres años, FXB proporciona a las comunidades los recursos y la capacitación necesarios para volverse física, financiera y socialmente independientes. Según FXB, el programa FXBVillage ha graduado a más de 69.500 participantes de ocho países.
En 1993, du Boisrouvray fundó el Centro FXB de Salud y Derechos Humanos de la Universidad de Harvard, el primer centro académico centrado exclusivamente en la salud y los derechos humanos.

## Reconocimientos
Du Boisrouvray recibió la Orden de las Artes y las Letras en 1985. En 1993, la Universidad de Míchigan le otorgó un "Doctorado en Letras Humanitarias" y la Universidad de Harvard la nombró "John Harvard Fellow" en 1996. Recibió un premio de reconocimiento especial por "Responder a la crisis de huérfanos del VIH / SIDA" en la segunda conferencia sobre estrategias mundiales para la prevención de la transmisión del VIH de madres a bebés en Montreal, en septiembre de 1999. En 2001, los estudiantes de Harvard le otorgaron el "Premio del Proyecto Harvard para la Salud y el Desarrollo Internacional".
Su filantropía y esfuerzos humanitarios le valieron el título de caballero de la Legión de Honor, orden francesa, en 2001, por su trabajo pionero en proyectos de cuidados paliativos domiciliarios. También en 2001, debido a los proyectos innovadores y rentables que formuló y dirigió dentro de FXB, fue seleccionada como miembro del Grupo de Emprendedores Sociales de la Fundación Schwab. Este reconocimiento permite a los 54 emprendedores sociales del grupo participar en el Foro Económico Mundial de Davos y presentar y compartir su experiencia con líderes empresariales mundiales de los sectores público y civil.
Fue galardonada con el Premio Norte-Sur 2002 del Consejo de Europa. En noviembre de 2003, du Boisrouvray recibió el "Premio a la Trayectoria" en la 4ª Conferencia Internacional sobre el SIDA en la India, en reconocimiento a los proyectos que inició en los 35 estados y territorios de la India. En 2007, la Fédération nationale des Clubs Convergences de Francia le otorgó un premio por sus actividades en favor de los huérfanos y los niños vulnerables afectados por el SIDA en el mundo.
En 2004, Albina recibió el Premio de la Fundación Thai Komol Keemthong a la Personalidad Destacada de ese año. El premio se otorgó en reconocimiento a sus contribuciones a Tailandia y Birmania en los ámbitos de la protección de los derechos de los niños y las mujeres, la educación, la formación profesional y el apoyo a los niños afectados por el VIH / SIDA y sus familias.
En abril de 2009, el presidente francés, Nicolas Sarkozy, le entregó la insignia de oficial en la Orden Nacional del Mérito. El presidente honró a du Boisrouvray y su trabajo, diciendo "Su ONG es un modelo en todo el mundo. Eres una mujer involucrada. Tu solidaridad es ejemplar y por eso la República te distinguirá ”. Es la primera productora de cine en recibir este premio. En junio de 2009 recibió el premio especial del jurado de BNP Paribas.
En 2013, el Instituto de Ciencias Sociales de Kalinga (KISS) otorgó a du Boisrouvray su Premio Humanitario KISS, que reconoce a las personas con una contribución excepcionalmente alta a la sociedad y que se han distinguido como humanitarios.
El asteroide (8005) Albinadubois recibió ese nombre en su honor.

## Vida personal
Es nieta del rey boliviano del estaño, Simón Iturri Patiño. Es prima segunda del príncipe Raniero III de Mónaco y madrina de Carlota Casiraghi, hija de la princesa Carolina de Mónaco. Du Boisrouvray ha estado casada dos veces, primero con el aviador suizo Bruno Bagnoud y, en segundo lugar, con el productor de cine francés Georges Casati, de quien se divorció en 1982. Conoció a Bagnoud mientras vivía en Valais. Estuvieron casados durante cuatro años y tuvieron un hijo juntos, François-Xavier Bagnoud, nacido en 1961.